# Filmtheater Hilversum
Filmtheater Hilversum is een Nederlands filmtheater of arthouse, gelegen in het centrum van Hilversum. Het Filmtheater Hilversum bezit drie bioscoopzalen en ligt aan het Herenplein.

## Geschiedenis
In 1978 begon Filmhuis Hilversum in het jongerencentrum De Tagrijn met het vertonen van één film per week voor een handjevol filmliefhebbers. Door de jaren heen werd dit aantal uitgebreid naar vijf voorstellingen per week en verhuisde het Filmhuis tussentijds naar het Tejater Achterom aan de Eemnesserweg. Met de toepassing van verbeterde projectietechniek (van 16mm-film naar 35mm-film) werd in 1995 de verbeterde kwaliteit benadrukt door de naam Filmhuis te veranderen in  Filmtheater.
In de periode van 1996 tot 2008 maakte het Filmtheater een enorme groei door. Het bezoekersaantal steeg van 10.000 in 1995 tot ruim 49.000 in 2007, een  vervijfvoudiging. Het toenmalig onderkomen in het Gooiland gebouw aan de Luitgardeweg werd door de groei te klein waartoe eind 2004 nieuwbouwplannen werden aangekondigd voor een nieuw onderkomen.
In 2007 werd begonnen met de start van de bouw aan het Herenplein. Op 7 maart 2008 was de eerste voorstelling in deze nieuwe huisvesting een feit. Het aantal voorstellingen steeg in het onderkomen van vier naar twaalf per dag. In 2011 trok het Filmtheater Hilversum 100.000 bezoekers waarmee het theater wordt gerekend tot een van de best bezochte filmtheaters van Nederland. Het Filmtheater Hilversum wordt gedragen door de inzet van een honderdtal vrijwilligers.